# Cratere Lechuguilla
Lechuguilla è un cratere sulla superficie di 243 Ida.